# Santuario de Nuestra Señora Virgen de Gracia (Oliva de la Frontera)

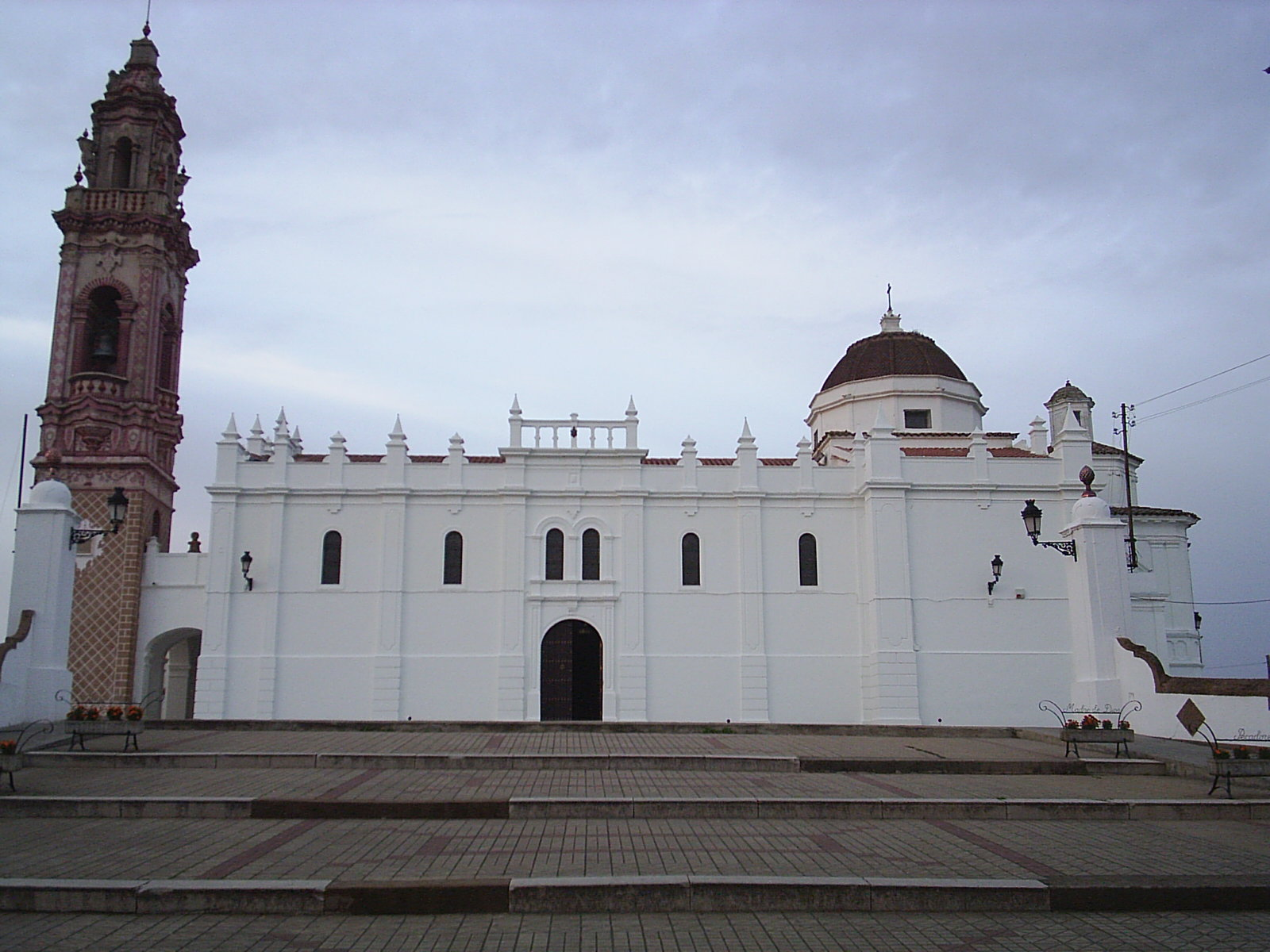
Santuario de Nuestra Señora Virgen de Gracia.

El santuario, también llamada ermita de Nuestra Señora Virgen de Gracia en Oliva de la Frontera (Provincia de Badajoz, España) es una construcción que cuenta con una soberbia torre barroca comparable con las de Jerez de los Caballeros. 
La obra, levantada en el siglo XV, quizá sobre una basílica visigoda anterior, fue remodelada en el XVIII y XIX. Su aspecto actual data de la reconstrucción prácticamente total realizada a principios de la pasada centuria según proyecto de Rafael Béjar Mendoza. Presenta cuerpo de tres naves con triple cabecera y camarín con rica decoración barroca de estucos y pinturas populares. Al exterior conserva la portada gótica de los pies, único vestigio del edificio primitivo, coronada por el escudo de los Suárez de Figueroa. Sobre el atrio delantero, y como obra independiente, se alza la hermosísima torre barroca concluida en 1772.
- Datos: Q6121502
- Multimedia: Sanctuary of Our Lady of Grace, Oliva de la Frontera / Q6121502

]]